# Opération Chavín de Huántar
Conflit armé péruvien
L'opération Chavín de Huántar a été une opération militaire dans laquelle une équipe de 142 commandos des forces armées péruviennes mit fin le 22 avril 1997 à la prise d’otage à la résidence de l'ambassadeur du Japon à Lima où 14 membres du Mouvement révolutionnaire Túpac Amaru (MRTA) sous la direction de Néstor Cerpa Cartolini détenaient plusieurs dizaines de diplomates et hauts fonctionnaires depuis 126 jours après avoir pris d'assaut les lieux le 17 décembre 1996 et capturé entre 500 et 700 invités. La majorité de ces derniers sont libérés au fil des mois, il reste 72 otages au déclenchement de l'opération.

## Préparatifs

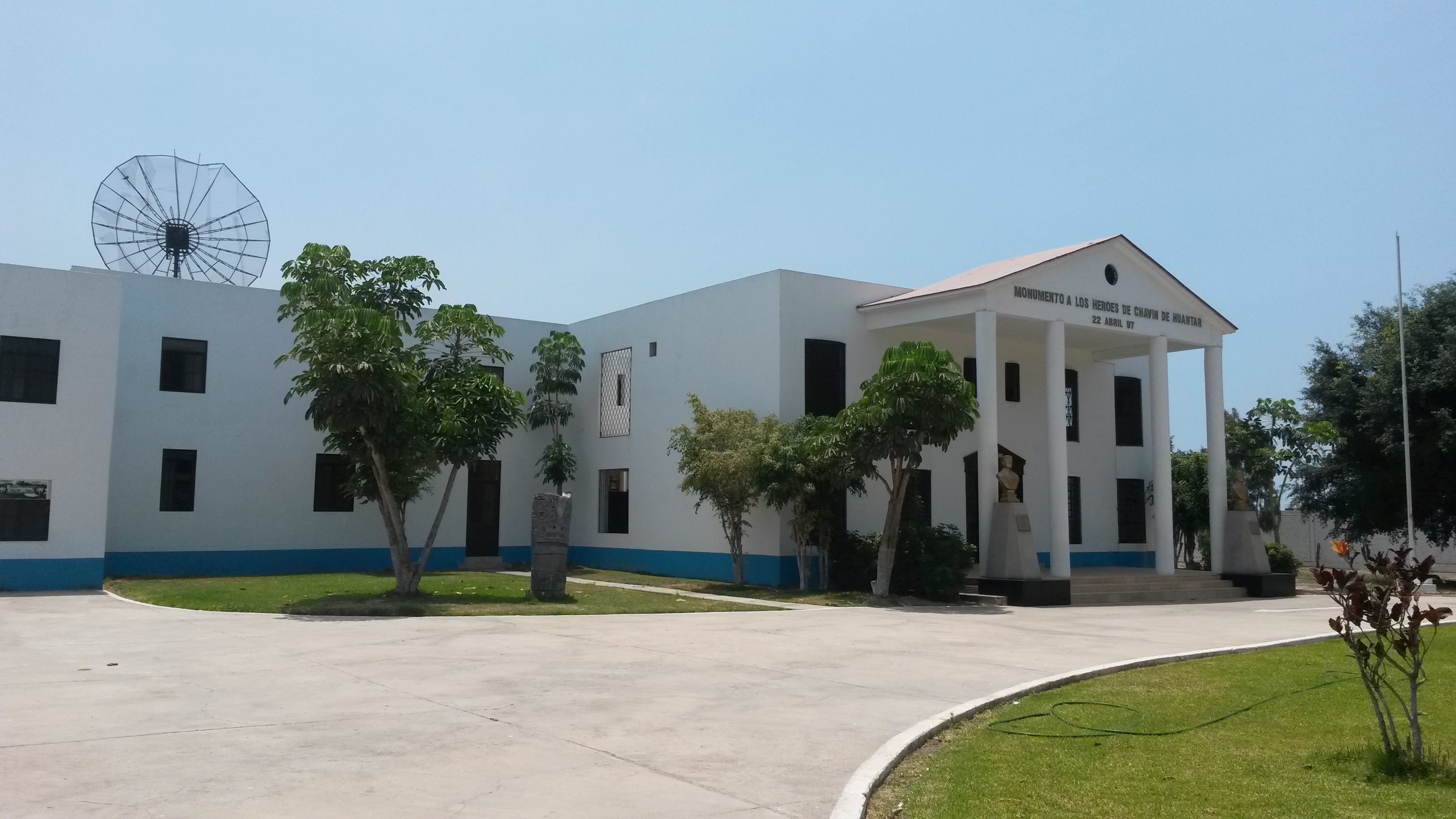
Réplique de la résidence de l’ambassadeur du Japon, monument commémoratif sur la base de la 1ère brigade de forces spéciales de l'armée de terre péruvienne à Chorrillos.

Il est dit que le président Alberto Fujimori proposa lui-même le nom Chavín de Huántar pour l'opération parce que celle-ci nécessitait le creusement de tunnels sous la résidence de l'ambassadeur depuis les bâtiments adjacents. Chavín de Huántar étant un site archéologique au centre du Pérou connu pour ses passages souterrains.
L'opération de secours fut préparée et répétée dans une réplique exacte de la résidence dans l'école militaire de Chorrillos. Les commandos des forces spéciales, sous le commandement du lieutenant-colonel Juan Valer Sandoval, préparèrent tous les détails de l'opération, incluant la puissance des explosions qui ouvrirent le sol de l'ambassade. 
Pendant ce temps, des micros miniatures envoyés aux otages dans des bouteilles, livres et jeux de tables qui leur sont régulièrement amenés sont mis en place par ces derniers. Ils reçoivent aussi des vêtements très colorés pour les identifier plus facilement en cas d'assaut. Les écoutes permettent de savoir que si les terroristes sont vigilants la nuit, huit d'entre eux dont les quatre chefs de file participent à une partie de football d'une heure tous les après-midis dans une des pièces de la résidence.

## L'assaut
Le 22 avril 1997, à 15 h 23 (UTC−05:00), le commando péruvien fait exploser trois charges près des murs de trois pièces du rez-de-chaussée. La première détone là où jouent au football les membres du MRTA, tuant trois d'entre eux dont une femme. À travers le trou formé par l'explosion, une trentaine de militaires pénètrent dans la pièce et abattent les terroristes avant qu'ils ne se réfugient au premier étage.
Vingt autres commandos lancent une attaque simultanée contre la porte d'entrée principale gardée par deux femmes du MRTA.
Un troisième groupe des forces spéciales place plusieurs échelles à l'arrière du bâtiment.
Un autre groupe jaillit de deux tunnels creusés par des sapeurs dans le fond du jardin et grimpe sur les échelles posées au préalable. Il doit défoncer la porte blindée de la pièce où sont entassés les otages et doit simultanément pratiquer deux ouvertures sur le toit pour abattre les membres du MRTA avant qu'ils n'ouvrent le feu sur les otages.
Tout se passe comme prévu mais deux commandos dont leur chef, un otage et les quatorze rebelles moururent.

## Reconnaissance

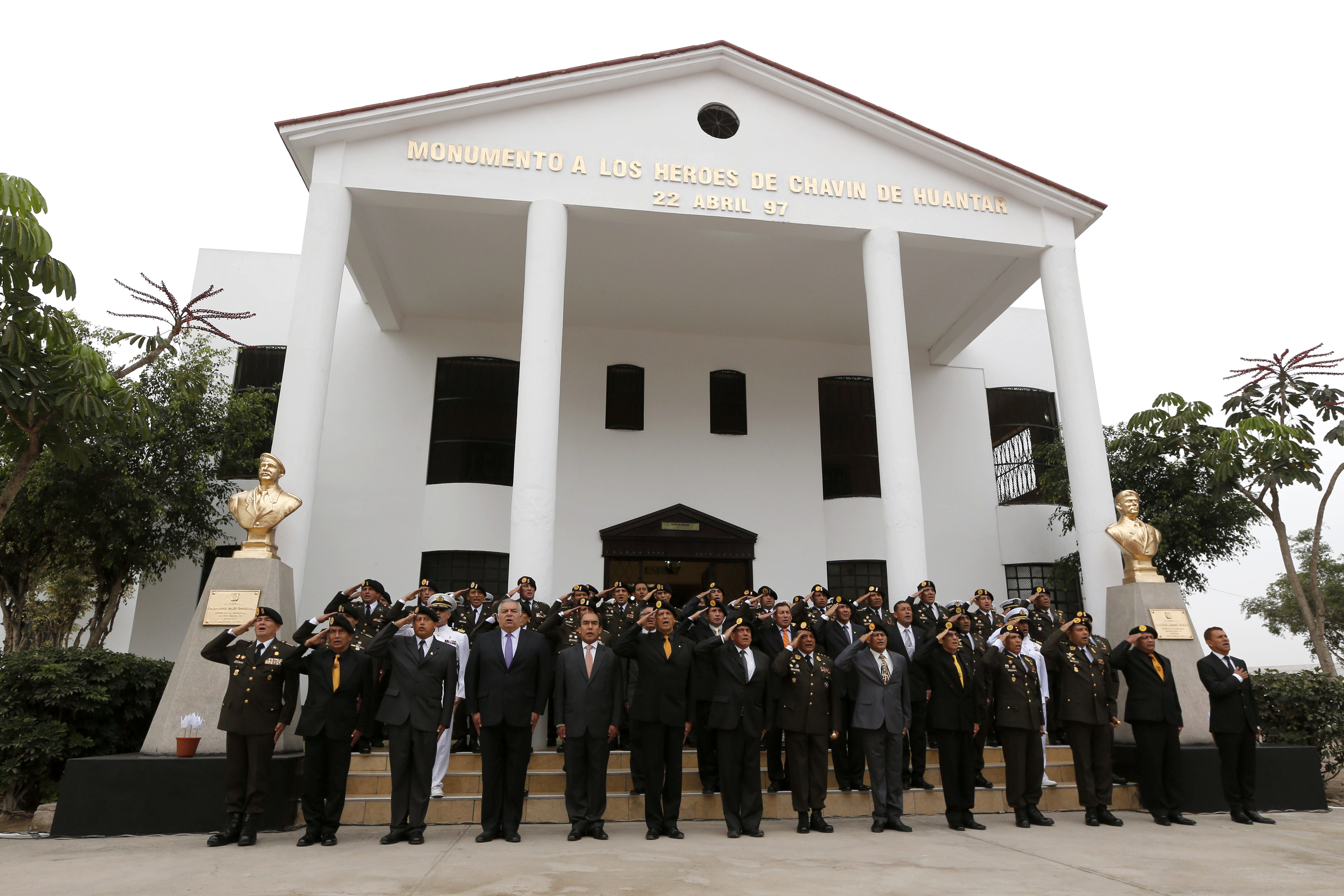
Cérémonie en l'honneur des militaires ayant participé à l'opération en 2016.

Alan García, président du Pérou, statua en 2011 que le 22 avril, le pays commémorerait le jour d'« action militaire valeureuse », en honneur à l'opération Chavín de Huántar, considérée comme une des opérations militaire les plus réussies du monde.
Le gouvernement socialiste d'Ollanta Humala en 2012 honora à son tour les soldats qui avaient pris part à cette opération.

## Polémiques
Le succès de l'opération est cependant entaché par les témoignages de plusieurs témoins, racontant qu'au moins trois et peut-être huit des rebelles avaient été exécutés sommairement par les commandos après leur reddition. D'autres rumeurs laissent entendre que Vladimiro Montesinos, chef du renseignement militaire, avait lui-même ordonné l’exécution de l'unique otage retrouvé mort, Carlos Guisti, rival politique d'Alberto Fujimori.
En 2002, le cas est porté par des procureurs publics, mais la Cour suprême de justice du Pérou déclare que cela dépend de la juridiction des tribunaux militaires. La justice militaire déclare à son tour plus tard que les personnes concernées sont innocentes et les soldats de l'opération Chavín de Huántar sont choisis pour conduire la parade militaire de 2004. En réponse, les familles de trois membres terroristes du MRTA portent plainte devant la Commission interaméricaine des droits de l'homme en 2003, accusant l'État péruvien de violation des droits de l'homme. Le CIDH accepte le cas et déclare en juin 2015 que le Pérou a effectivement violé les droits de l'homme de ces trois « rebelles » exécutés. Le ministère de la Justice du Pérou rétorque alors qu'il ne chargerait aucun des commandos ni ne payerait de réparations aux familles des victimes.